# Sparisoma rocha
Sparisoma rocha är en fiskart som beskrevs av Pinheiro, Gasparini och Sazima 2010. Sparisoma rocha ingår i släktet Sparisoma och familjen Scaridae. Inga underarter finns listade i Catalogue of Life.